# Achterwasser
Achterwasser (pol. hist. Zatoka Uznamska) – zatoka, będąca odnogą cieśniny Piana, głęboko wcinająca się w wyspę Uznam. Pomiędzy Zempin i Koserow od Morza Bałtyckiego oddziela ją pas lądu o szerokości zaledwie 300 m.